# بوبا ديكرسون
بوبا ديكرسون (بالإنجليزية: Bubba Dickerson)‏ هو لاعب غولف أمريكي، ولد في 6 مايو 1981 في جاكسونفيل في الولايات المتحدة.

## وصلات خارجية
- بوبا ديكرسون على موقع رابطة لاعبي الغولف المحترفين (الإنجليزية)
- بوبا ديكرسون على موقع التصنيف العالمي الرسمي للغولف (الإنجليزية)